# 葡萄牙的芭芭拉
玛丽亚·芭芭拉·德·布拉干萨和奥地利（西班牙語：María Bárbara de Braganza y Austria，1711年12月4日—1758年8月27日）是葡萄牙的公主和西班牙王后。她的丈夫是西班牙国王费尔南多六世。
她是神圣罗马皇帝利奥波德一世的外孫女，表妹包括日后的玛丽亚·特蕾西娅。芭芭拉是一位出色的大鍵琴家，是知名音乐家多梅尼科·斯卡拉蒂的唯一学生。
1729年，十八岁的她和费尔南多六世结婚。斯卡拉蒂也跟随芭芭拉移居马德里。她和丈夫在一次权力斗争中顺利把王太后埃麗莎貝塔·法爾內塞和其支持者在1747年赶出王宫。